# Hollybush

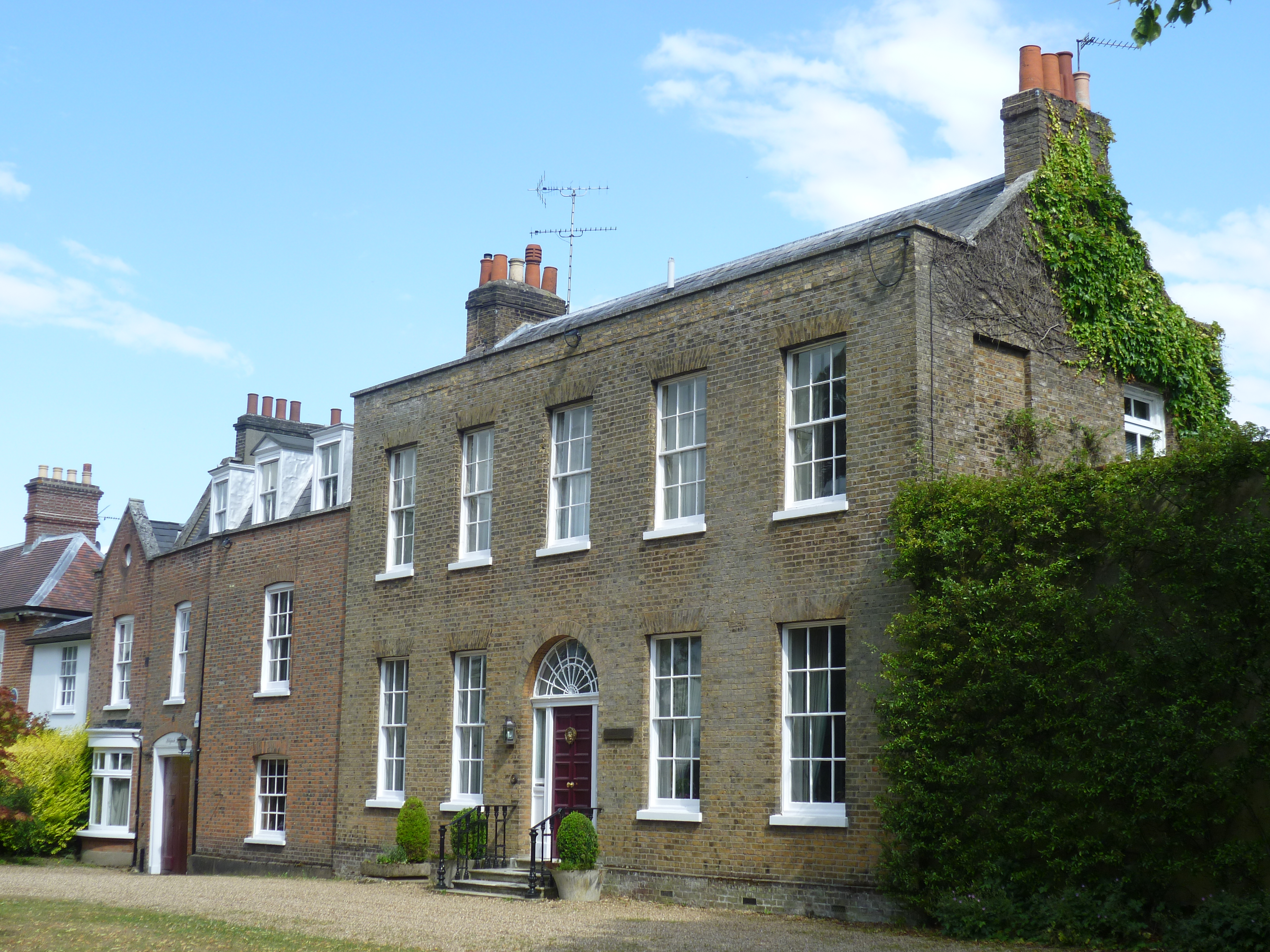
Hollybush

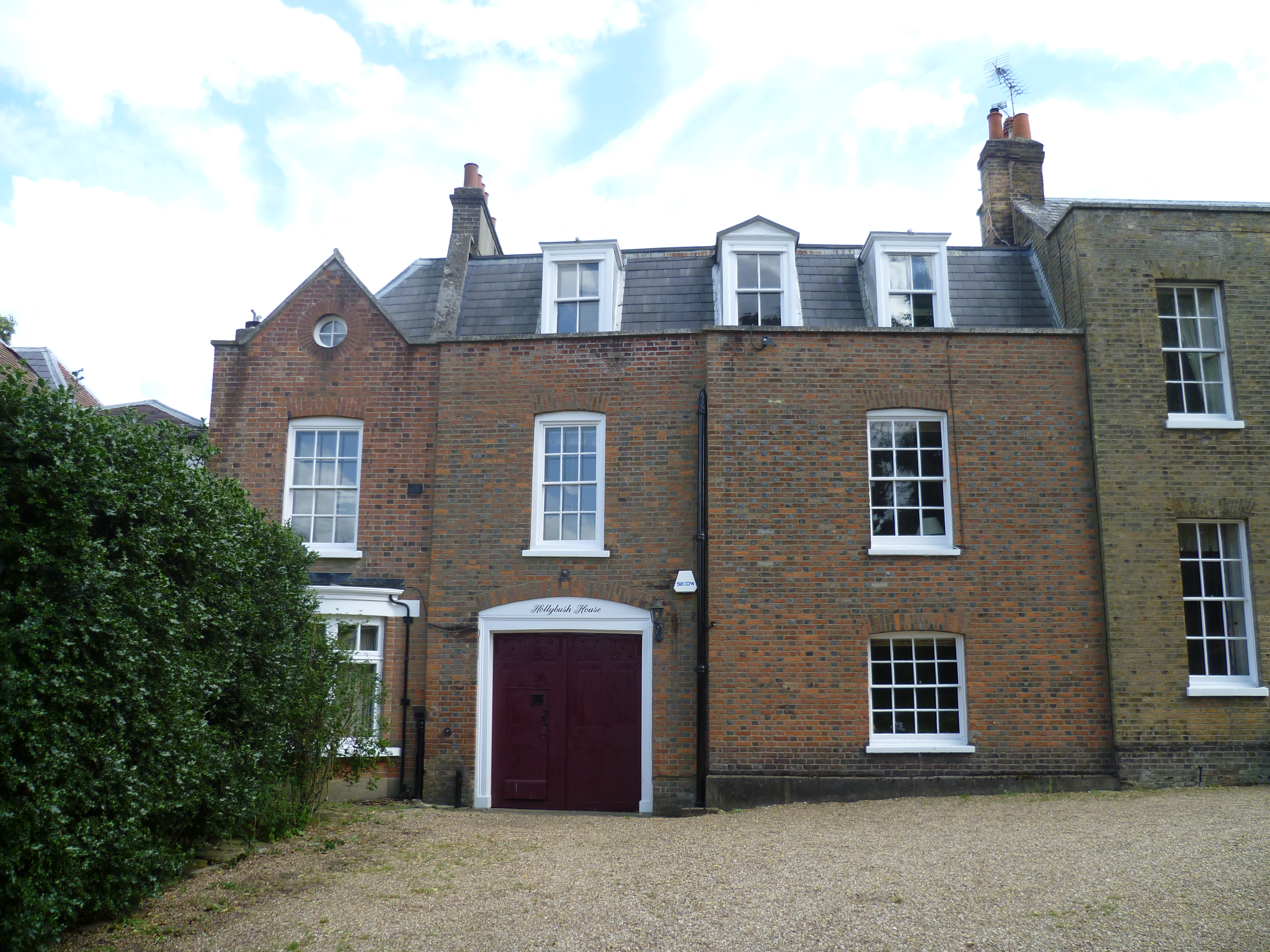
Parte anterior contígua à casa principal

Hollybush é um edifício listado como grau II na Hadley Green Road, ao norte de Chipping Barnet. A casa principal foi construída por volta de 1790 e os pequenos edifícios adjacentes à esquerda (já alterados) foram construídos ainda antes.